# Elvida
Elvida ist eine Opera seria in einem Akt von Gaetano Donizetti. Das Libretto verfasste Giovanni Schmidt.

## Handlung
Elvida, die Braut des kastilischen Prinzen Alfonso, wird vom Maurenfürst Amur geraubt und in seiner Festung bei Granada festgehalten. Der Prinz belagert mit seinen Truppen die Burg, um Elvida zu befreien.

### Erstes Bild: Atrium im Hause Amurs
Amurs Sohn Zeidar verliebt sich in die schöne Gefangene. Da diese seine Liebe ablehnt, will Amur Elvida umbringen lassen und befiehlt, sie in ein unterirdisches Gefängnis zu bringen. Amurs Sklavin Zulma bringt die Nachricht, dass die Festung eingenommen sei; Amur eilt davon. Zeidar beschwört Elvida, ihn zu erhören, aber vergeblich, die Wachen führen sie ab.
Zeidar will dem Vater zu Hilfe eilen. Amur fordert seinen Sohn auf, ihm durch einen Geheimgang zu folgen. Er wisse in der Nähe maurische Truppen, die zu Hilfe eilen könnten.

### Zweites Bild: Ein Platz in der Festung
Prinz Alfonso rückt mit Soldaten in die Stadt ein und freut sich auf das Wiedersehen mit der Geliebten. Der Offizier Ramiro meldet, Amur und Zeidar seien entkommen. Wo Elvida sei, wisse man nicht.  Da taucht Zulma auf und erzählt, dass Elvida in ein unterirdisches Gefängnis verschleppt wurde. Sie führt Alfonso und einige Soldaten zu Elvida.

### Drittes Bild: Im Gefängnis
Elvida beklagt ihr Schicksal, sie habe keine Hoffnung mehr. Amur und Zeidar erscheinen und wollen sie mitnehmen. Da dringt Alfonso mit den Soldaten ein. Amur zieht Elvida zu sich. Er weigert sich, sie freizulassen, und droht, sie zu erstechen. Zeidar verhindert den Stoß und fordert den Vater auf, lieber ihn zu töten. Amur stößt ihn weg und verflucht ihn.
Ramiro meldet, dass eine feindliche Schar angegriffen habe, aber von den Spaniern zurückgeschlagen worden sei. Amur gibt auf und wird abgeführt. Zeidar bittet um Gnade für seinen Vater. Alfonso gibt Zeidar frei, weil er die Geliebte gerettet hat, und verspricht, auch Amurs Leben zu retten. Dankbar verabschiedet sich Zeidar. Alfonso und Elvida freuen sich mit den Soldaten über ihr Glück.

## Werkgeschichte
Elvida entstand im Frühling 1826 in Neapel als Auftragswerk für den Geburtstag der Königin Maria Isabel von Spanien. Eine Buchvorlage gab es nicht, die einfache Handlung ist frei erfunden. Die Uraufführung fand am 6. Juli 1826 im Teatro San Carlo in Neapel statt. Es traten die bekanntesten Gesangsgrößen jener Zeit auf: Henriette Méric-Lalande sang Elvida, Giovanni Battista Rubini Alfonso, Luigi Lablache sang Amur und die Altistin Brigida Lorenzani dessen Sohn Zeidar.
Trotz der erfolgreichen Première gehört die Oper heute zu den weitgehend unbekannten Werken Donizettis. Nach nur drei Vorstellungen geriet sie in Vergessenheit, bis sie 2004 zwei Mal eingespielt wurde. Da Donizetti für den Auftrag schlecht bezahlt worden sei, habe er sich beim Komponieren keine große Mühe gegeben.
Sie wird auch heute kaum gespielt; nicht zuletzt wegen ihrer Dauer von nur gut einer Stunde. Diese geht auf den königlichen Geburtstag zurück, an dem die Regeln eines höfischen Festes eingehalten werden mussten und die traditionell aufgeführte Oper nur einen Akt umfassen durfte. Klassik-heute bezeichnet Elvida als „kein überwältigendes Meisterwerk, aber doch eine solide gearbeitete, in ihren besten Momenten kunstvolle Komposition.“

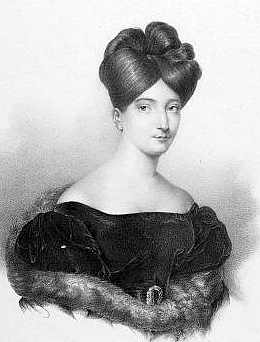
Henriette Méric-Lalande, Elvida
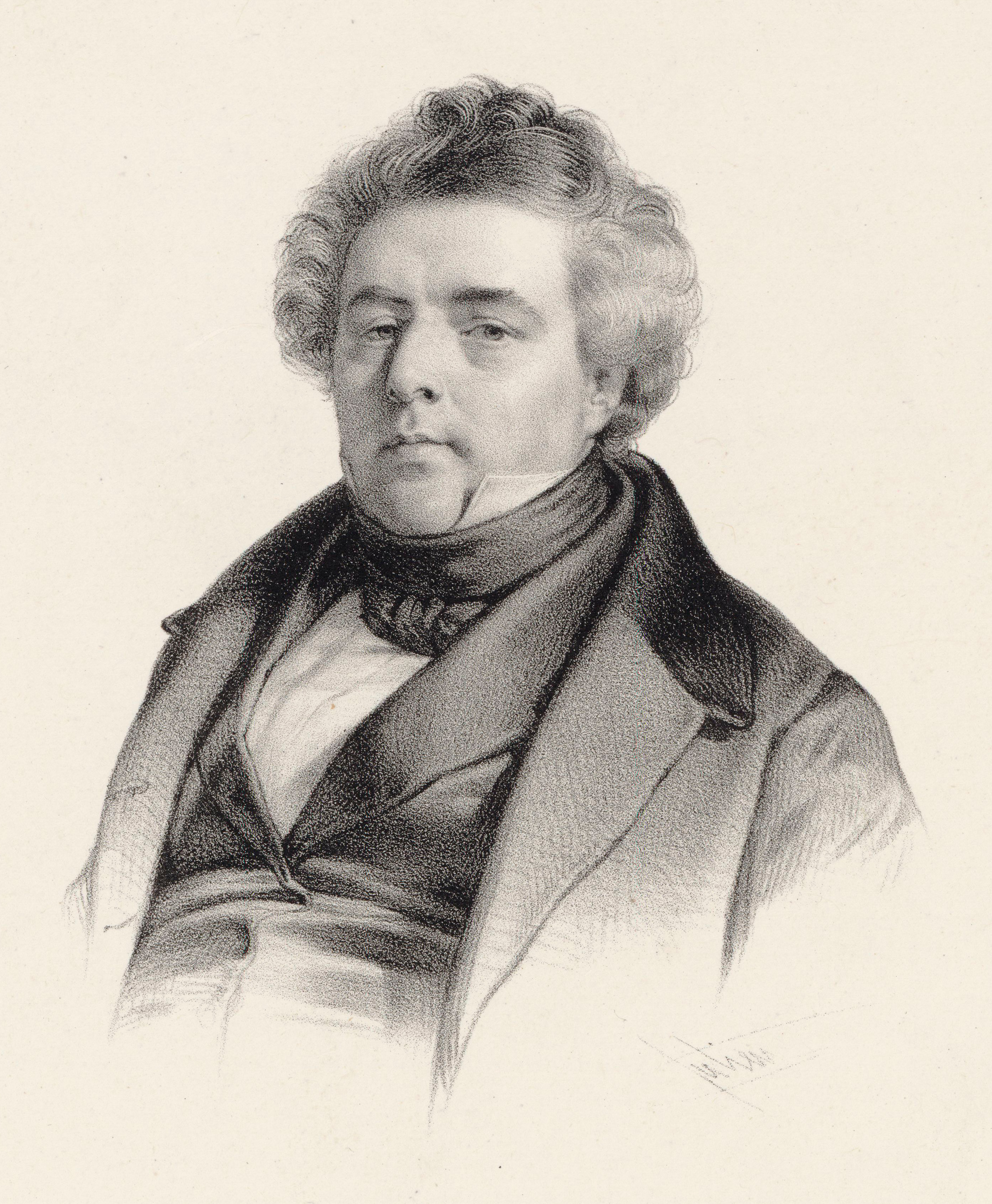
Luigi Lablache, Amur
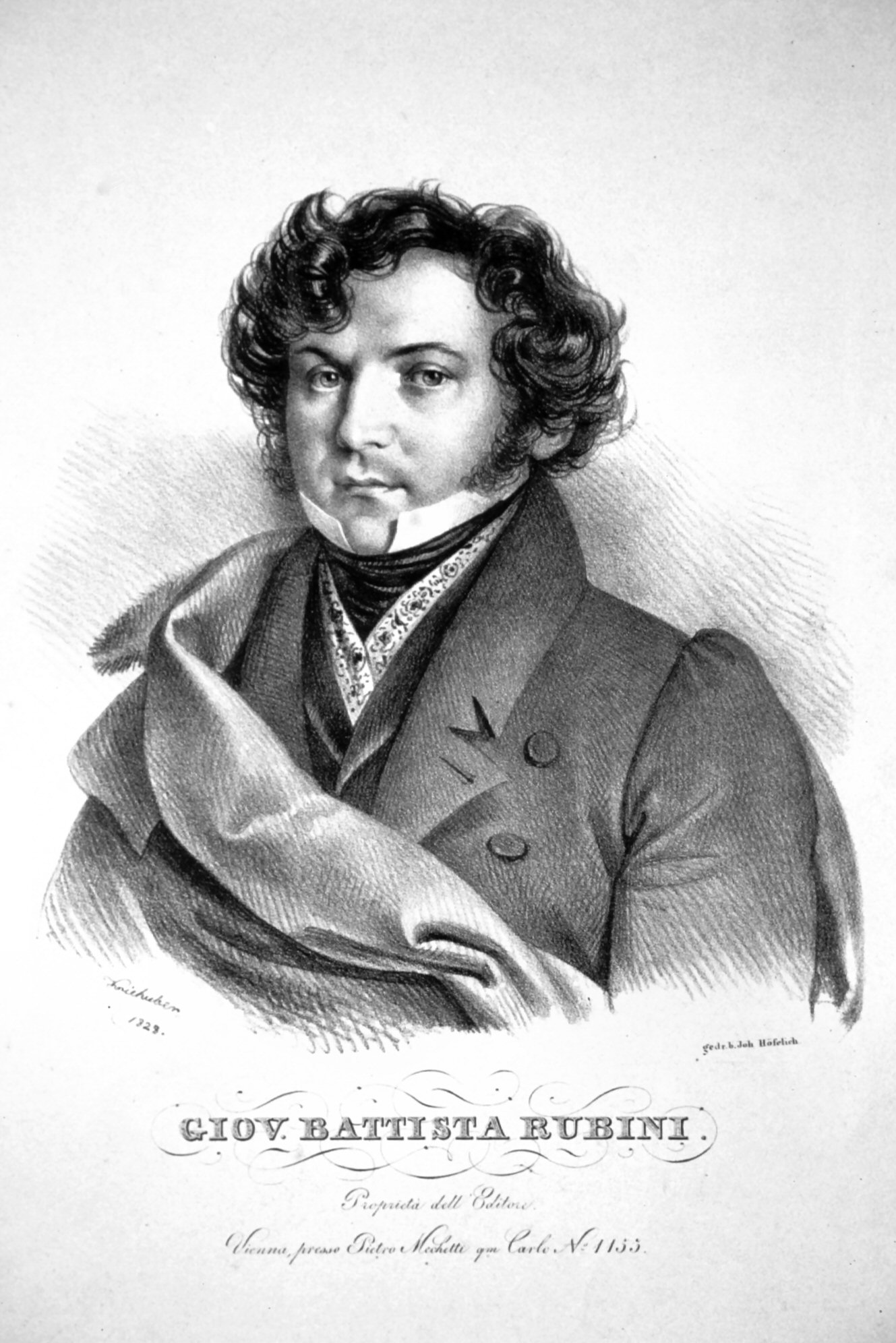
Giovanni Battista Rubini, Alfonso

## Diskografie
- 2004: Bongiovanni: Massimiliano Fichera, Maria Pia Moriyon, Cristina Pastorello, Daniele Gaspari, Leitung Franco Piva.
- 2004: Opera Rara: Pietro Spagnoli, Jennifer Larmore, Annick Massis, Bruce Ford, Leitung Antonello Allemandi